# NGC 7039
NGC 7039 је расејано звездано јато у сазвежђу Лабуд које се налази на NGC листи објеката дубоког неба.
Деклинација објекта је + 45° 39' 0" а ректасцензија 21h 11m 12,0s. Привидна величина (магнитуда) објекта NGC 7039 износи 7,6. NGC 7039 је још познат и под ознакама OCL 203.